# Ким Хо
Ким Хо (род. 24 ноября 1944 года в Тхонъёне) — южнокорейский футбольный тренер, генеральный директор команды «Тэджон Ситизен». В 1964—1968 годах он выступал за полупрофессиональный «Чеил Индастриз». В 1965 году он дебютировал за сборную Южной Кореи, за которую выступал до 1973 года.

## Тренерская карьера

### Ранняя карьера
Ким делал свои первые шаги в тренерской деятельности с любительскими и молодёжными командами. В 1983 году он стал тренером команды «Ханил Банк», вывел её в K-Лигу, где клуб продержался три сезона. В 1987 году Ким покинул команду, возглавив «Ульсан Хёндэ».
Он тренировал «Ульсан» с 1988 по 1990 год. В своём первом сезоне он омолодил состав, что помогло клубу занять второе место в 1988 году. Клуб, однако, не смог повторить такой результат и следующие два сезона финишировал шестым и пятым соответственно (тогда в лиге играло всего шесть команд). Ким Хо ушёл из клуба перед сезоном 1991 года.

### Сборная Южной Кореи
Ким вернулся к работе в июле 1992 года, когда стал у руля сборной Южной Кореи и вывел её на чемпионат мира по футболу 1994 в США. Его команда сыграла вничью против Испании 2:2, второй матч завершился безголевой ничьей с Боливией. В последнем матче с Германией команда проиграла со счётом 3:2, причём отыграла два мяча после 3:0, тем не менее команда заняла третье место и не смогла преодолеть групповой этап.

### «Сувон Самсунг Блюуингс»
После ухода с поста тренера национальной сборной Ким возглавил новосозданный «Сувон Самсунг Блюуингс», клуб дебютировал в K-Лиге в 1996 году. Ким провёл у руля клуба восемь лет, став одним из самых успешных тренеров K-Лиги.
С командой он выиграл два чемпионских титула, три Кубка Адидас, один Кубок Корейской лиги, один кубок Южной Кореи, два Суперкубка Южной Кореи, две Лиги чемпионов АФК и два Суперкубка Азии. Он покинул клуб в конце 2003 года.

### Дальнейшая карьера
В июле 2007 года Ким возглавил «Тэджон Ситизен». В первый же сезон он начал перестройку команды, сделав ставку на молодых игроков. В 2008 году команда одержала лишь три победы и заняла 13-е место в лиге. Начало сезона 2009 года также было неубедительным, ситуация в команде стала ухудшаться, и Ким покинул клуб.
Затем он переехал в свой родной город Тхонъён, где работал в местной средней школе, а затем в Университете искусств. В июне 2015 года он был назначен генеральным директором футбольного центра города Юнгин. Однако он был недоволен условиями работы. В итоге руководство отправило его в отставку.
1 ноября 2017 года он был назначен генеральным директором «Тэджон Ситизен». Он привёл в команду значительное количество своих знакомых в качестве тренеров, агентов и игроков. Клуб в то время принадлежал правительству Тэджона, и его финансирование зависело от налоговых поступлений. Ким получил много критики в свой адрес и покинул «Тэджон» в 2019 году. Ко Джон Су, тогдашний тренер клуба и ученик Кима, предстал перед судом в следующем году.